# Maria Polydouri

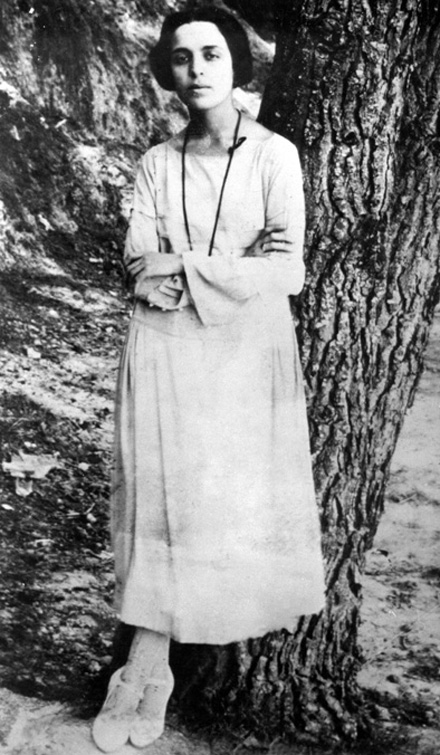
Maria Polydouri

Maria Polydouri (griechisch Μαρία Πολυδούρη, * 1. April 1902 in Kalamata; † 29. April 1930 in Athen) war eine griechische Autorin.

## Leben
Maria Polydour wurde 1902 in Kalamata (Peloponnes) geboren. Mit 14 Jahre veröffentlichte sie erstmals eine Gedicht. 1918 schloss sie das Gymnasium ab und begann eine Ausbildung in der Verwaltung der Region Messenien. Ihre Eltern starben bereits 1920 kurz nacheinander. 1921 wechselte sie zur Stadtverwaltung in Athen.
Während ihres juristischen Studiums an der Universität Attika ging sie eine Beziehung mit dem Dichter Kostas Karyotakis ein. Ab 1922 veröffentlichte sie in mehreren Zeitschriften Gedichte und begann Tagebuch zu schreiben. 1925 brach sie schließlich ihr Studium ab und beendete auch Tagebuch. Schließlich trennt sie sich von Karyotakis, zu dem sie jedoch weiterhin Kontakt hielt.
Als Feministin interessierte sich Polydouri für die „Frauenfrage“. 1926 reiste sie nach Paris und erwarb ein Diploms als Schneiderin an der Schule Pigier. Ab 1927 musste sie sich jedoch wiederholt Aufenthalten in Sanatorien wegen ihrer Tbc-Erkrankung unterziehen. Dabei lernte sie auch Jannis Ritsos kennen. Nach ihrer Rückkehr nach Athen 1928 veröffentlichte sie ihre Gedichtzyklen „Triolen, die verklingen“ und „Klang und Chaos“.
Am 29. April 1930 starb Polydour, die an Tuberkulose erkrankt war, an einer Überdosis Morphium.

## Deutsche Übersetzungen
- Mehrere Gedichte von Maria Polydouri übersetzt und mit einem Essay (über Polydouri und Kostas Karyotakis) versehen von Ina Kutulas im Band: Sogar dann, wenn jeder Himmel fehlt ... Auf der Suche nach einem verlorenen (Griechen)Land. Griechische Literatur (1901 bis 2013) in Neu- und Erstübersetzungen, Zusammengestellt von Asteris und Ina Kutulas, die horen. Zeitschrift für Literatur, Kunst und Kritik, 58. Jahrgang, Ausgabe 249, Göttingen 2013 ISBN 978-3-8353-1235-7